# Kollnburg
Kollnburg est une commune de Bavière (Allemagne), située dans l'arrondissement de Regen, dans le district de Basse-Bavière.